# Bangladesh Badminton Federation
Die Bangladesh Badminton Federation ist die oberste nationale administrative Organisation in der Sportart Badminton in Bangladesch. Der Verband wurde 1972 gegründet. Er wird durch die Badmintonnationalmannschaft von Bangladesch repräsentiert.

## Geschichte
Erster Generalsekretär des Verbandes wurde 1972 Shahidur Rahman Kochi und erster Präsident Md. Yousuf Ali. Bald nach der Gründung wurde die Bangladesh Badminton Federation auch Mitglied in der Badminton World Federation, damals noch als International Badminton Federation bekannt. Ebenso wurde die Föderation Mitglied in der Badminton Asia Confederation. 

## Bedeutende Veranstaltungen, Turniere und Ligen
- Bangladesh International
- Bangladesh Juniors
- Bangladeschische Meisterschaft
- Bangladeschische Juniorenmeisterschaft
- Mannschaftsmeisterschaft
- Bangladeschische Seniorenmeisterschaft

## Präsidenten
- Md. Yousuf Ali, von 1972 bis 23.07.1976
- A. B. S. Safder, von 25.08.1976 bis 27.09.1983
- Monjur-ul Karim, von 27.09.1983 bis 24.01.1986
- Col. M. Shafiul Islam, von 25.01.1986 bis 27.12.1990
- Shah Mohammed Farid, von 27.12.1990 bis 16.02.1994
- Mojibur Rahman, von 17.02.1994 bis 20.05.1996
- Kutubuddin Ahmed, von 21.05.1996 bis 15.11.2006
- Kamal Uddin Ahmed, von 16.11.2006 bis 10.06.2009
- Rubaba Dowla, seit 11.06.2009 -

## Generalsekretäre
- Shahidur Rahman Kochi, von 1972 bis 1976
- Monjur Hasan Mintu, von 20.08.1976 bis 31.10.1983
- M. A. Majid, von 31.10.1983 bis April 1986
- Kutubuddin Ahmed, von 02.08.1986 bis 01.08.1988
- Mobin Uddin Ahmed, von 31.08.1988 bis 26.12.1990
- Abdul Wodud Chowdhury, von 27.12.1990 bis 16.02.1994
- Jahir Ahmed, von 14.11.1996 bis 11.02.2006
- Kazi Mohiuddin Bulbul, von 12.02.2006 bis 22.07.2008
- Jubaidur Rahman Rana, von 23.07.2008 bis 15.02.2010
- Mahbubur Rob, von 16.02.2010 -